# Vytautas Čepas
Vytautas Čepas (* 17. Oktober 1948 in Šiauliai) ist ein litauischer Psychologe, Politiker, ehemaliger Bürgermeister von Klaipėda.

## Leben
Von 1957 bis 1960 lernte Čepas in der Mittelschule Lygumai bei Pakruojis. Von 1967 bis 1970 leistete er den Pflichtdienst in der Sowjetarmee bei Nordflotte. Von 1971 bis 1976 absolvierte er das Diplomstudium der Psychologie an der Fakultät für Geschichte und von 1981 bis 1984 die Aspirantur der Vilniaus valstybinis universitetas. 1986 promovierte er an der Akademie der Wissenschaften der Ukraine.
Von 1976 bis 1977 war er Inspektor der Miliz Klaipėda, von 1977 bis 1978 Psychologe im Krankenhaus Klaipėda, von 1978 bis 1991 Hochschullehrer und Dozent an der Klaipėda-Fakultät des Pädagogischen Instituts Šiauliai.
Von 2000 bis 2001 war er Pressevertreter von UAB „Itera Lietuva“ und Projektdirektor bei UAB „Publicum“. Von 2002 bis 2004 war er UAB „Hondera“ Direktor. Ab 2009 war er Dozent der Universität Klaipėda.

## Politik

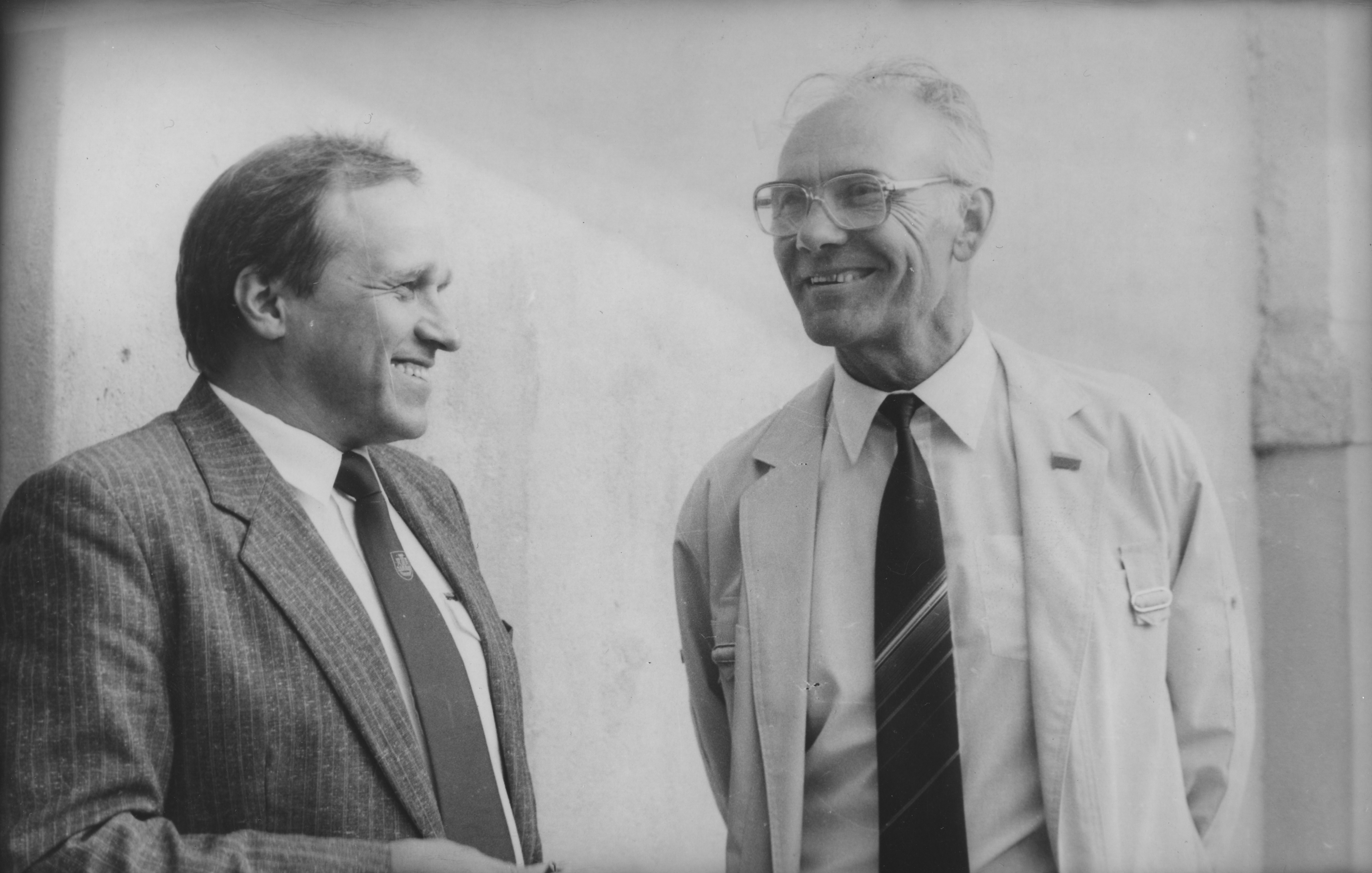
Vytautas Čepas (links) mit Alfonsas Žalys in Klaipėda, August 1992

Von 1990 bis 1995 war er Deputat und Vorsitzende des Deputatenrats, von 1995 bis 2004 und von 2011 bis 2015 Mitglied im Rat der Stadtgemeinde Klaipėda, von April 2011 stellvertretender Bürgermeister der Hafenstadtgemeinde. Von 1996 bis 2000 und von 2004 bis 2008 war er Mitglied des Seimas.